# Podivín
Podivín település Csehországban, a Břeclavi járásban. Lakosainak száma 2929 fő (2024. január 1.).

## Fekvése
Podivín Ladná, Lednice, Rakvice és Velké Bílovice településekkel határos.

## Népesség
A település lakosságának változását az alábbi diagram mutatja:
| Lakosok száma | 2225 | 2750 | 2809 | 2675 | 2849 | 2874 | 2933 | 3011 | 2887 | 2929 |
|               | 1869 | 1900 | 1921 | 1961 | 1980 | 2011 | 2016 | 2019 | 2021 | 2024 |